# ميشيل بارنييه
ميشيل بارنييه (بالفرنسية: Michel Barnier) (من مواليد 9 يناير 1951) هو سياسي فرنسي، يشغل حاليًا منصب رئيس الوزراء في فرنسا منذ 5 سبتمبر 2024، عمل كرئيس لفريق عمل العلاقات مع المملكة المتحدة في المفوضية الأوروبية (UK Task Force / UKTF) منذ نوفمبر 2019 وحتى .مارس 2021 شغل سابقًا منصب كبير المفاوضين - فريق العمل لإعداد وإجراء المفاوضات مع المملكة المتحدة بموجب المادة 50 معاهدة الاتحاد الأوروبي (فرقة العمل 50 / TF50) من أكتوبر 2016 إلى نوفمبر 2019.

## النشأة والتعليم
ولد بارنييه في لا ترونش في جبال الألب الفرنسية، في عام 1951. كان والده يعمل في صناعة الجلود والمنسوجات. في شبابه، كان بارنييه كشافًا وكورالًا. تخرج بارنييه في الكلية العليا للتجارة في باريس في عام 1972.

## الحياة السياسية

### السياسة الوطنية
شغل بارنييه العديد من المناصب الوزارية الفرنسية بما في ذلك وزير الخارجية من 2004 إلى 2005، ووزير الدولة للشؤون الأوروبية من 1995 إلى 1997، ووزير البيئة وأسلوب الحياة من 1993 إلى 1995، كما شغل على المستوى الأوروبي منصب المفوض الأوروبي للسياسة الإقليمية من 1999 إلى 2004، والمفوض الأوروبي للسوق والخدمات الداخلية من 2010 إلى 2014، وشغل منصب نائب رئيس حزب الشعب الأوروبي (EPP) من عام 2010 إلى عام 2015.
شغل بارنييه منصب وزير الزراعة والثروة السمكية من 2007 إلى 2009، وكان المفوض الأوروبي للسوق والخدمات الداخلية في عهد الرئيس دوراو باروسو من 2010 إلى 2014، وفي 1 أكتوبر 2016، عينته المفوضية الأوروبية رئيسًا لمفاوضي انسحاب المملكة المتحدة من الاتحاد الأوروبي بموجب المادة 50 من معاهدة الاتحاد الأوروبي.

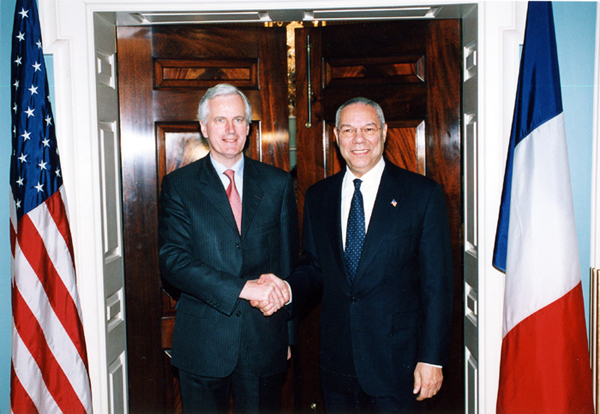
بارنييه مع وزير الخارجية الأمريكي كولن باول، 14 مايو 2004

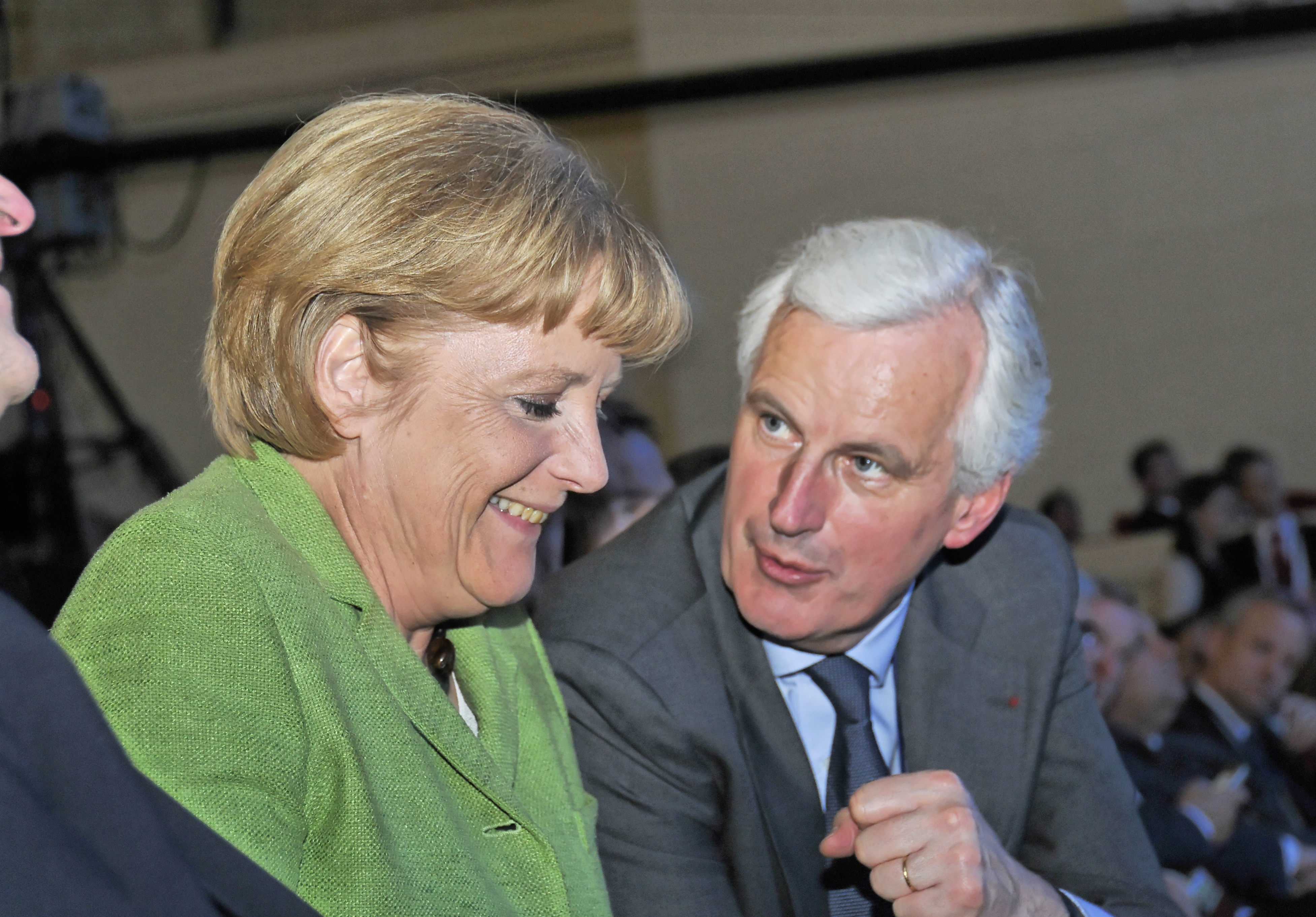
بارنييه وأنجيلا ميركل في عام 2009

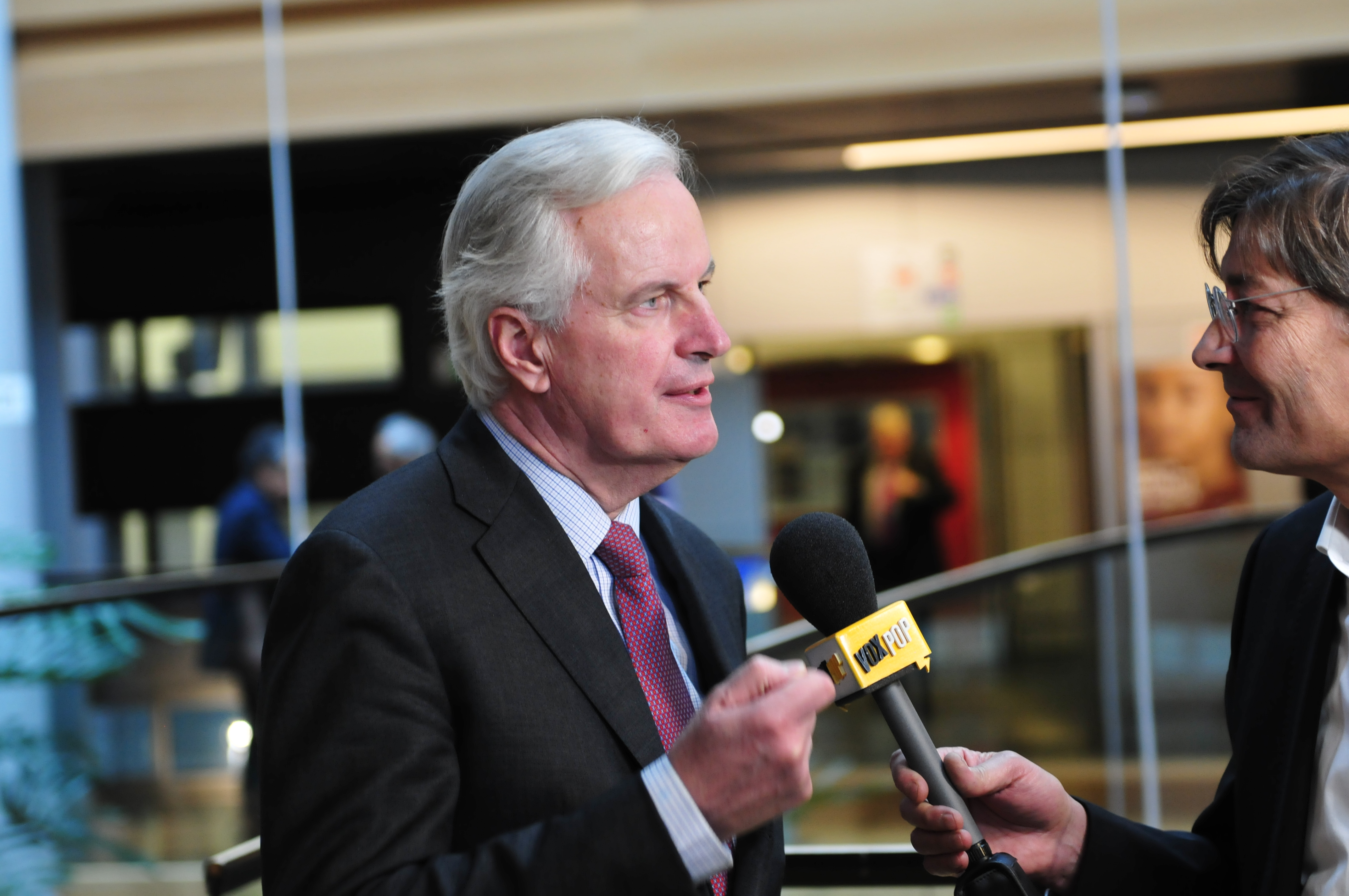
ميشيل بارنييه في البرلمان الأوروبي عام 2014

خدم بارنييه في طاقم العديد من الوزراء الديغوليين في السبعينيات، قبل انتخابه في عام 1978، وهو في عمر 27 عامًا، في الجمعية الوطنية الفرنسية كنائب عن إدارة سافوا يمثل الديغوليين الجدد، التجمع من أجل الجمهورية (RPR)، حتى 1993.
نظم مع جان كلود كيلي دورة الألعاب الأولمبية الشتوية لعام 1992 في ألبيرفيل كرئيس مشارك لـ (Comité d'Organisation des Jeux Olympiques).
انضم بارنييه لأول مرة إلى مجلس الوزراء الفرنسي كوزير للبيئة بعد فوز اليمين في الانتخابات التشريعية عام 1993. في عام 1995، عيّنه جاك شيراك وزيراً للخارجية للشؤون الأوروبية، وعمل على هذا النحو حتى هزيمة الأغلبية الرئاسية في الانتخابات التشريعية لعام 1997. ثم عمل بارنييه كمفوض أوروبي للسياسة الإقليمية في لجنة برودي من 1999 حتى 31 مارس 2004. ثم شغل منصب وزير خارجية فرنسا في حكومة جان بيير رافاران حتى 5 يونيو 2005 عندما استبدله دومينيك دو فيلبان بفيليب دوست بلازي، واعتبر أنه عوقب ظلما بسبب فوزه بالرفض في الاستفتاء الفرنسي على الدستور الأوروبي.
في مارس 2006، انتخب بارنييه نائبًا لرئيس حزب الشعب الأوروبي لمدة ثلاث سنوات. تحت رئاسة نيكولا ساركوزي، بعد تعديل وزاري في الحكومة الفرنسية، بسبب استقالة ألان جوبيه بعد الانتخابات التشريعية الفرنسية 2007، عاد إلى مجلس الوزراء الفرنسي كوزير للزراعة.
في عام 2016، طلب قاضي التحقيق الفرنسي سابين خريس إحالة قضية ميشيل بارنييه ودومينيك دو فيلبان وميشال آليو ماري إلى محكمة العدل في الجمهورية. ويشتبه في أن هؤلاء الوزراء السابقين سمحوا بتهجير المرتزقة المسؤولين عن الهجوم على مخيم بواكي عام 2004، مما أسفر عن مقتل تسعة جنود فرنسيين. يُزعم أن العملية كانت تهدف إلى تبرير عملية الرد على حكومة لوران غباغبو في سياق أزمة عام 2004 في ساحل العاج.

### السياسة الأوروبية
في عام 2006، عمل بارنييه مستشارًا خاصًا لدوراو باروسو، رئيس المفوضية الأوروبية آنذاك، وقدم تقريرًا إلى مجلس الوزراء يقترح إنشاء قوة حماية مدنية أوروبية. في 2006-2007، عمل عضوًا في مجموعة أماتو، وهي مجموعة من السياسيين الأوروبيين رفيعي المستوى يعملون بشكل غير رسمي على إعادة كتابة معاهدة تأسيس دستور الاتحاد الأوروبي إلى ما أصبح يعرف باسم معاهدة لشبونة بعد رفضها من قبل الفرنسيين والهولنديين.
قاد بارنييه قائمة الاتحاد من أجل حركة شعبية في إيل دو فرانس لانتخابات البرلمان الأوروبي لعام 2009، وفي فبراير 2010 عُيّن مفوضًا أوروبيًّا للسوق والخدمات الداخلية. وكان مسؤولاً عن إصلاح النظام المصرفي الأوروبي، ودافع عن «سوق واحدة متماسكة ذات قواعد ذكية تنطبق في كل مكان».
عُيّن مرتين مفوضًا بالنيابة للصناعة وريادة الأعمال بدلاً من أنطونيو تاجاني، من 19 أبريل 2014 إلى 25 مايو 2014 بينما كان في إجازة الحملة الانتخابية لانتخابات 2014 للبرلمان الأوروبي، ومن 1 يوليو 2014 إلى 16 يوليو 2014 بعد شغل مقعده.
بصفته المفوض الأوروبي للسوق والخدمات الداخلية، تعامل بارنييه مع العديد من القضايا المهمة، مثل إصلاح القطاع المالي (40 تشريعًا بين عامي 2010 و 2014)، والاتحاد المصرفي (بدءًا من آلية الإشراف الفردية) والسوق الرقمية الموحدة.
منذ عام 2015، عمل بارنييه مستشارًا خاصًا غير مدفوع الأجر لسياسة الدفاع الأوروبية لرئيس المفوضية الأوروبية جان كلود يونكر.

### مفاوض انسحاب المملكة المتحدة من الاتحاد الأوروبي

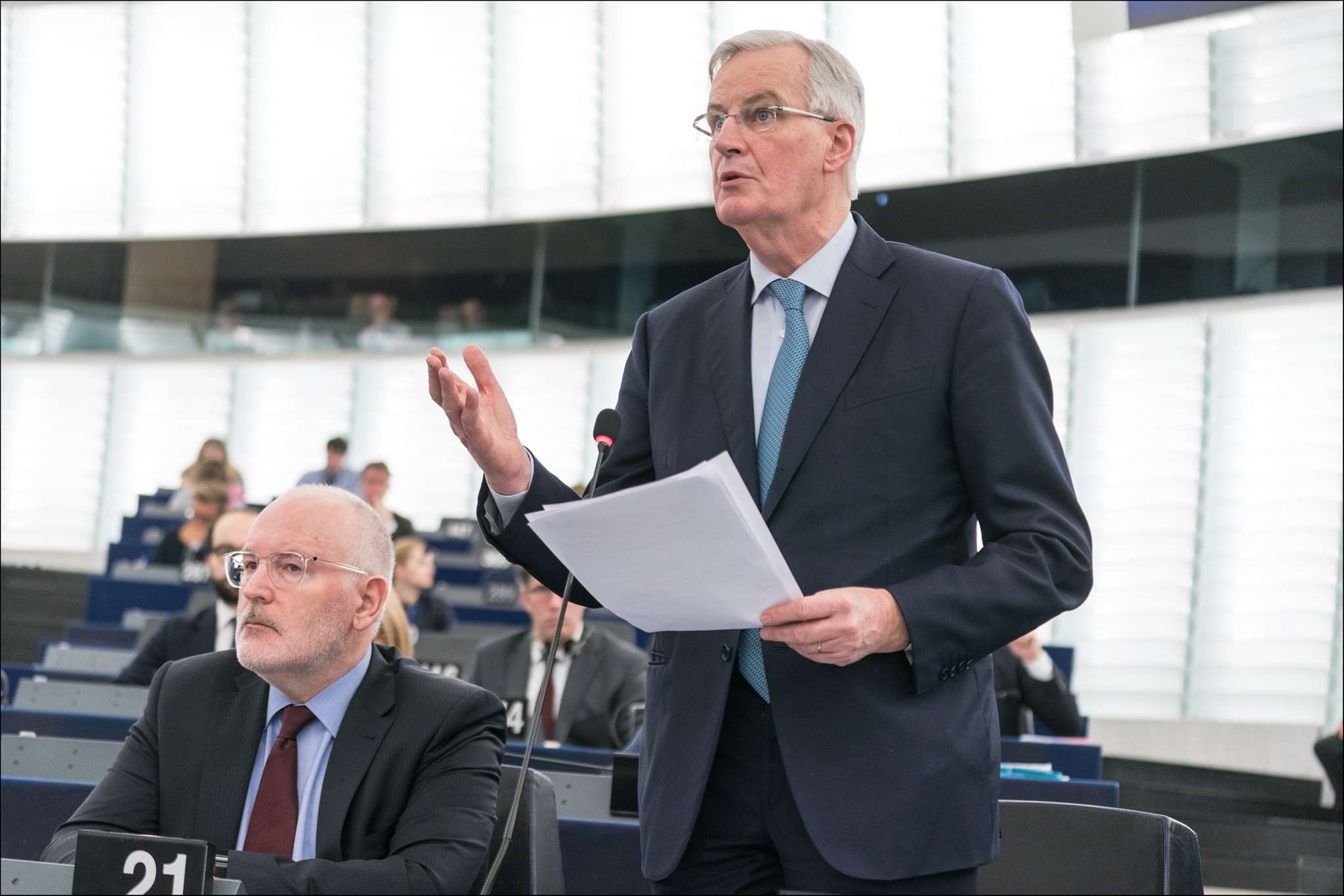
تدخل بارنييه في البرلمان الأوروبي بشأن آخر تطورات انسحاب المملكة المتحدة من الاتحاد الأوروبي في يناير 2019

في 27 يوليو 2016، أُعلن أنه كبير مفاوضي المفوضية الأوروبية مع المملكة المتحدة بشأن الانسحاب من الاتحاد الأوروبي، بموجب المادة 50 من معاهدة الاتحاد الأوروبي. وتعليقًا على التعيين، قال يونكر: «أردت سياسيًا متمرسًا لهذه الوظيفة الصعبة».
بالنسبة لمفاوضات الصفقة التجارية لعام 2020 بين المملكة المتحدة والاتحاد الأوروبي، كان بارنييه المفاوض الرئيسي، الذي تلقى تفويضه التفاوضي من المجلس الأوروبي في 25 فبراير 2020.

## الأوسمة والتكريمات

### الأوسمة الوطنية
- : ضابط جوقة الشرف
- : وسام الاستحقاق الزراعي برتبة قائد
- : وسام السفينة البحرية برتبة قائد

### مرتبة الشرف الأجنبية
- : وسام الجمهورية الشرقية (أوروغواي) [26]
- : وسام استحقاق جمهورية ألمانيا الاتحادية
- : وسام الصليب الأكبر للأمير هنري (البرتغال)
- : وسام إيزابيلا الكاثوليكية (إسبانيا)
- : وسام استحقاق الجمهورية الإيطالية
- : وسام النجم الكبير (رومانيا)
- : قائد بولونيا ريستيتوتا (بولندا)
- : فارس وسام أورانج ناسو (هولندا)
- :فارس وسام الاستحقاق من وسام مالطا (نيشان الاستحقاق المالطي)